# المباحث العامة (السعودية)
المديرية العامة للمباحث إحدى أهم المؤسسات الأمنية في المملكة العربية السعودية، كانت في السابق تتبع وزارة الداخلية ثم فصلت وأصبحت تتبع رئاسة أمن الدولة، وهو جهاز استخباراتي داخلي يتعامل مع الأمن الداخلي ومكافحة التجسس، وتحقيق وترسيخ الأمن الوطني في المملكة بالتنسيق مع كافة القطاعات في الدولة.

## التاريخ
كانت مسؤولية جهاز المباحث العامة يتولاه قطاع الأمن العام منذ إنشائه، ثم استحداث منصب وكيل للمباحث والجوازات والجنسية في عام 1372 هـ، بعدها تم تأسيس جهاز مستقل للقيام بأعمال المباحث العامة في عام 1380 هـ، ثم بعد سنة تم استحداث إدارة عامة للمباحث العامة والشرطة الدولية وشؤون المخدرات في عام 1381 هـ، بعدها فصلت المباحث العامة عن الأمن العام في عام 1386 هـ، تبع ذلك استقلال المباحث العامة إداريا عن وكيل الوزارة في عام 1387 هـ، ونقلت أعمال مكافحة المخدرات والتزييف والتزوير والرشوة والتهريب والجرائم الأخلاقية من المباحث العامة إلى جهات أخرى، بعدها ربطت المباحث الإدارية بالمباحث العامة إداريا في عام 1400 هـ، ثم ضمت في ديسمبر 2019 مع هيئة الرقابة والتحقيق إلى الهيئة الوطنية لمكافحة الفساد التي عدل اسمُها إلى هيئة الرقابة ومكافحة الفساد.

## المسؤوليات
حددت المديرية العامة للمباحث منذ انشائها ثمانية أهداف أساسية هي:
- المحافظة على الكيان السياسي والأمني للمملكة.
- مكافحة العمليات الإرهابية والتخريبية.
- مواجهة الحركات الفكرية والدينية المتطرفة ذات المبادئ الهدّامة.
- مكافحة عمليات التجسس الأجنبية.
- مكافحة الفساد الإداري.
- متابعة جميع الأنشطة في المملكة، بما في ذلك الأنشطة السياسية والاقتصادية والاجتماعية والإعلامية والدينية.
- متابعة التنظيمات الاجتماعية ومطالبها وتطلعاتها وتفاعلاتها معا.
- المحافظة على أمن الدولة في جميع الجوانب سواء كانت سياسية أو اقتصادية أو عقائدية أو اجتماعية.

## البلاغات
تستقبل المباحث العامة السعودية البلاغات المتعلقة بالأعمال التي تضر أمن الدولة والمجتمع أو بلاغات عن مسائل أمنية خطيرة أوعن حالات تتعلق بعمليات إرهابية، أو عن عمليات فساد مالي وإداري بما في ذلك الرشوة أو التزوير أو أي عمل يلحق ضرراً بالاقتصاد

## السجون

### سجن الحائر
يُعتبر سجن الحائر أحد السجون التابعة للمباحث العامّة السعوديّة وفيهِ أجرت المباحث مقابلاتٍ سريةٍ واستجواباتٍ لأعضاء بارزين في تنظيم القاعدة كانوا محتجزين في السجن.

### سجن عليشة
تُدير المباحث العامَّة سجن عليشة بالعاصمةِ السعودية الرياض وفيهِ تحتجزُ عددًا من السجناء بما في ذلك المساجين رهنَ الاعتقال التعسفيّ على غِرار المذيع السابق في قناة الجزيرة علي الظفيري. سبقَ لفريقٍ يتبعُ الأمم المتحدة أن انتقدَ المملكة بسببِ المعتقلين تعسُّفيًا الذين تحتفظُ بهم في السجون بما في ذلك سجن عليشة. اعتبارًا من حزيران/يونيو 2011 لا زالَ هناك خمسة سجناءٍ على الأقل محتجزين تعسفيًا داخل سجنِ عليشة والخمسةُ من بينِ الأعضاء المؤسّسين لحزبِ الأمّة الإسلامي. احتُجز الخمسةُ في الرياض في الحادي عشر من آذار/مارس 2011 خلال ما عُرف حينها بـ «يوم الغضب» وذلك في إطارِ الاحتجاجات التي شهدتها البلاد والتي تزامنت معَ ثورات الربيع العربي. يتهمُ بعض السجناء السياسيون السعوديون الذين يعيشون في المنفى عملاء المباحث باستخدامِ أساليب استجوابٍ غير قانونية وبتعذيب المُعتقَلين الذين كانوا محتجزين بشكل تعسفيّ في السجن.

### سجن ذهبان
يُستخدم سجن المباحث العامة بذهبان – بالإضافةِ إلى باقي الاستخدامات المعروفة للسجون – لحجزِ المعتقَلين تعسُّفيًا، وبحسبِ تقريرٍ مفصلٍ لمنظمة هيومن رايتس ووتش فقد نُقلت عددٌ من الناشطات السعوديّات – اللاتي احتُجزنَ في أيّار/مايو 2018 – إلى سجنِ ذهبان وهناك تعرّضنَ للتعذيب بل أفادت إحداهنّ وهي الناشطة الحقوقيّة لجين الهذلول بتعرضها للتعذيبِ والتحرش الجنسي.